# Бейкер (округ, Джорджия)
Бе́йкер (англ. Baker County) — округ штата Джорджия, США. Население округа на 2000 год составляло 4074 человек. Административный центр округа — город Ньютон.

## История
Округ Бейкер основан в 1825 году.

## География
Округ занимает площадь 888.4 км2.

## Демография
Согласно Бюро переписи населения США, в округе Бейкер в 2000 году проживало 4074 человек. Плотность населения составляла 4.6 человек на квадратный километр.